# Северномакедонски турци
Турците (на турски: Makedonya'daki Türkler) са второто по големина малцинство в Северна Македония след албанците, според преброяването на населението през 2002 г.
При преброяването от 2002 г. в Република Македония като етнически турци се определят 77 959 души или приблизително 4 % от цялото население. Преобладаващо турско население има в общините Вапа и Пласница. Турската общност твърди, че населението от турски произход е по-голямо от официалното преброяване и е някъде между 170 000 и 200 000. Турците в Македония са признати за пълноправно малцинство. Имат народен празник на 21 декември „Ден на преподаването на турски език“.

## Брой на турците според преброяването на населението

### Брой на турското население в историята според преброяванията
| Население на турците в Македония според преброяванията |                  |                             |                    |
| Census                                                 | Македонски Турци | Общо население на Македония | % Македонски Турци |
| Преброяване 1953                                       | 203 938          | 1 304 514                   | 15,63%             |
| Преброяване 1961                                       | 131 484          | 1 406 003                   | 9,35%              |
| Преброяване 1971                                       | 108 552          | 1 647 308                   | 6,58%              |
| Преброяване 1981                                       | 86 591           | 1 909 136                   | 4,53%              |
| Преброяване 1991                                       | 77 080           | 2 033 964                   | 3,78%              |
| Преброяване 1994                                       | 78 019           | 1 945 932                   | 4%                 |
| Преброяване 2002                                       | 77 959           | 2 022 547                   | 3,85%              |

## Култура и права днес
Турците в Северна Македония представляват 12 % от населението, което изповядва ислям. В много македонски училища, където има мнозинство на турско население има часове по турски език, но според закона преподаването се извършва на македонски език. Преподава се на турски език в частното средно училище „Яхия Кемал“. Македонските турци имат свои радио и телевизия, в които програмата се води единствено на турски език. Също така македонската национална телeвизия всеки ден излъчва програма на турски език. В политиката турците имат и своя партия Демократическа партия на турците в Македония.